# Koinonìa
La parola koinonìa deriva da un termine greco (κοινωνία) che nel Nuovo Testamento, ed in particolare nel Vangelo secondo Giovanni e nelle lettere di San Paolo, viene usata per indicare la comunione che i primi cristiani avevano tra di loro e con Dio nella chiesa primitiva. Tale comunione si esternava attraverso alcune pratiche che riguardavano la comunione dei beni, le preghiere giornaliere nel tempio e lo spezzare il pane (Eucaristia).
In definitiva con koinonìa si intende "la vita di tutta la Chiesa", qualcosa di più profondo rispetto al semplice atto di comunione. La comunione profonda con Dio attraverso Gesù Cristo e nelle Spirito Santo con Gesù Cristo e la comunità dei credenti.